# Настасе (Ботошани)
Настасе (рум. Năstase) насеље је у Румунији у округу Ботошани у општини Михалашени. Oпштина се налази на надморској висини од 75 m.

## Становништво
Према подацима из 2002. године у насељу је живело 224 становника, од којих су сви румунске националности.